# Antikavárna
Antikavárna (také Time Club, francouzsky Anticafé) je veřejný podnik sociálního zaměření, který se stal populárním kolem roku 2011 v Rusku a zemích SNS. Antikavárna je místo pro setkávání a trávení (volného ale i pracovního) času, které je koncipované jako kavárna nebo klub, který si zákazníci mohou krátkodobě „pronajmout“. Je to podnik spíše pro komunikaci než konzumaci, ale zákazník si může dát čaj, kávu a další nápoje. Antikavárny mohou zajišťovat také občerstvení a dezerty, společenské hry, coworking, přístup k internetu a možnost zhlédnutí filmů či hraní videoher (Xbox, PlayStation atd.). Za žádnou z těchto služeb se neplatí, zpoplatněn je pouze čas strávený v antikavárně. Skoro do všech podniků tohoto formátu si zákazník může přinést vlastní jídlo nebo si ho objednat z restaurace.

## Historie
Slovo antikavárna (anticafé) vzniklo poměrně nedávno. Předpona „anti“ se používá jako výraz záporu či negace, což ve spojení se slovem „café“ (kavárna) vyjadřuje, že se jedná o podnik, který tvoří protipól klasické „komerční“ kavárny. Tento koncept vymyslel a poprvé zrealizoval spisovatel Ivan Mitin v prosinci 2010 v Moskvě. V roce 2012 došlo v Rusku a na Ukrajině k opravdovému rozmachu antikaváren. Antikavárny se otevírají také v Bělorusku, na Ukrajině a první evropská antikavárna se objevila v září roku 2012 v Paříži.
V roce 2019 již fungovaly antikavárny v řadě měst, jako např. Bukurešť, Tunis, Brasilia, Jerevan a Bangalore a především na více místech ve Francii (Paříž, Aix-en-Provence, Lyon, Bordeaux, Strasbourg). Ceny v evropských antikavárnách se pohybují v řádu několika EUR za hodinu.